# 치렌쇼우치

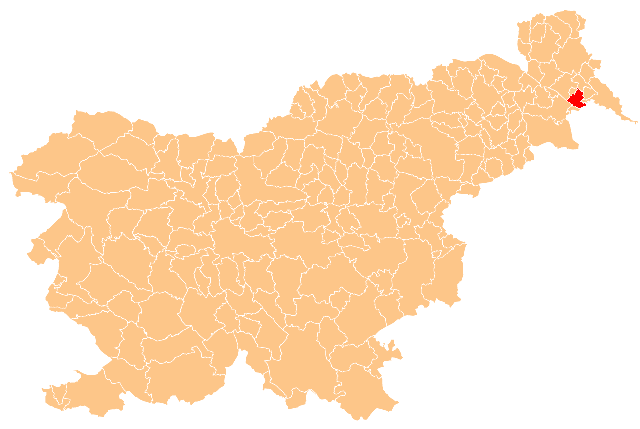
치렌쇼우치의 위치

치렌쇼우치(슬로베니아어: Črenšovci, 헝가리어: Cserföld 체르푈드[*])는 슬로베니아의 도시로 면적은 33.7km2, 인구는 4,080명(2002년 기준), 인구 밀도는 121.1명/km2이다.